# Nukumanu-Inseln
Die Nukumanu-Inseln (früher auch „Tasman-Inseln“) sind ein Atoll im Pazifischen Ozean nördlich von Ontong Java gelegen. Sie gehören zu Papua-Neuguinea und sind politisch ein Teil Melanesiens. Kulturell zählt man das Atoll auf Grund der polynesischstämmigen Bevölkerung zu den Exklaven Polynesiens, welche außerhalb des polynesischen Dreiecks liegen. Administrativ gehört es zum Atolls Local Level Government des North Bougainville Districts in der Provinz Bougainville.

## Geographie
Das Atoll enthält die östlichste Landmasse des Staates Papua-Neuguinea. Nächstgelegene Landmasse ist das zum Staat Salomonen gehörige Atoll Ontong Java, das 47 km weiter südlich liegt. Nächstgelegene Landmasse im Staat Papua-Neuguinea ist das 253 km gelegene Atoll Takuu.
Die Inseln sind Ergebnis des Wachstums eines großen Korallenriffs. Ein Ring von mehr als 25 Inseln (Motus) umgibt eine weite Lagune. Die Inseln sind sehr flach und erheben sich nur wenige Meter über den Meeresspiegel. Die Gesamtfläche des Atolls beträgt 282 km², während die Landfläche aller Inseln zusammengenommen nur rund 2,5 km² beträgt.

### Inseln
Die einzelnen Inseln (Inselgruppen) in der Reihenfolge des Uhrzeigersinns, beginnend im Norden:
| Osten - Puneeke Island - Aahua Uri (island) - Takapaita Island - Aahua tiriou (island) - Aahua hui (island) - Aahua vare (island) - Luaitau Island (island) - (Aahua Katakata islets, ca. 4) - Aahua katakata (island) - Aahua Taahea (island) - Te iaa (island) - Naaiutehoe - Aahua pee ia (island) - Teheke Island - Aahua nihopaa (island) - Tehota Island - Aahua aarua (island) - NUKUMANU (VAIHALE) ISLAND | Süden - Aahua rooroa (island) - Tarava Island - Amotu Island - Naa henua i liki (islets) - Teriikoi Island - Aahua roto (island) - Amahu Island - Aahua hatui island | Westen - Tenatia Island - Te nui Island - Tetuone Island - Kautetuone Island - Te hare Island - Haraoro Island - Te muriava Island |  |

Die flächenmäßig bei weitem größte Insel sowie auch die östlichste Insel ist Nukumanu (Vaihale) Island. Hauptinsel und zugleich südlichste Insel ist Amotu Island, wo sich auch das größte Dorf des Atolls, Amotu, befindet.

## Bevölkerung
Das Atoll hat eine Bevölkerung von rund 500. Das Dorf Amotu liegt auf der gleichnamigen, südlichsten Insel des Atolls.
Nukumanu gehört zu den Exklaven Polynesiens. Die Menschen der Inseln leben daher nach polynesischen Traditionen und sprechen einen zum samoanischen Zweig der polynesischen Sprachen gehörenden Dialekt des Polynesischen. Die Nahrungsgrundlagen der Inseln sind dürftig. Die Bewohner ernähren sich von Fischfang und einfachen Formen des Landbaus. Wichtige Grundlage der Ernährung liefern Kokospalmen und Bananenstauden.

## Wirtschaft
Die Nukumanier sind Fischer und Taucher. In geringem Maße betreiben die Bewohner Handel mit Meeresfrüchten und Perlmuscheln, aus welchen Perlmutt gewonnen wird. Diese werden zum größten Teil nach Asien exportiert. Dieser Handel ist das Rückgrat der nukumanischen Wirtschaft.

## Geschichte
Die Besatzung des deutschen Kriegsschiffes Alexandrine hisste im Oktober 1886 die deutsche Flagge auf den Tasman-Inseln als Zeichen der Inbesitznahme durch das Deutsche Reich. Nach dem deutsch-britischen Abkommen vom 14. November 1899 (Samoa-Abkommen) wurde Nukumanu eigentlich Teil des an Großbritannien abgetretenen Gebiets, blieb aber auf Grund einer Intervention von Gouverneur Rudolf von Bennigsen und nach formalem Verzicht der Western Pacific High Commission Teil der deutschen Kolonie Neuguinea und fiel erst nach dem Ersten Weltkrieg durch den Versailler Vertrag von 1919 an das australische Mandatsgebiet.
Traurige Berühmtheit erlangte das Atoll im Jahre 1937: Beim Überflug sendeten die berühmte amerikanische Flugpionierin Amelia Earhart und ihr Navigator ihre letzte bekannte Positionsbestimmung, bevor sich ihre Spur in den Weiten des Pazifiks verlor.

## Kultur
Die traditionelle Musik der Nukumanu-Inseln steht ähnlich der Musik Neuguineas mit zeremoniellen Tänzen in Verbindung, die von Trommeln und Chorgesang begleitet werden. Als Trommeln dienen leere Blechkanister und Bambusstampfrohre (lopu), zu den weiteren Musikinstrumenten gehören verschiedene hölzerne Idiophone (tamu) und ein Mundbogen (susupu). Im Lauf des 20. Jahrhunderts wurden unter europäischem Einfluss Gitarre, Ukulele und Mundharmonika eingeführt. Neben besonderen Feierlichkeiten boten regelmäßige Zusammenkünfte, bei denen Palmwein (kareve) getrunken wurde, einen Anlass zum Musizieren. Bei einer hava genannten Tanzaufführung sitzen die Frauen im Zentrum umgeben von einem Kreis stehender Männer, die sich zur Mitte hin orientieren. Die Vorstellung beginnt mit Gesang, der vom Stampfrhythmus abgelöst wird, den die Frauen mit etwa 90 Zentimeter langen Bambusröhren erzeugen. Die Männer schlagen derweil mit Holzstangen, die Speere darstellen sollen, auf den Boden. Sie lassen sich bei ihrem abschließenden Tanz mehrfach auf den Boden fallen, um gemeinsam wieder aufzustehen. Dieser und andere Tänze beginnen üblicherweise langsam und beschleunigen den Rhythmus im Verlauf der Vorstellung. Die traditionellen Stile wurden zumindest bis Mitte der 1980er Jahre noch gepflegt, nur als Anlässe dienten zunehmend christliche oder nationale Feiertage.